# Psilocera pulchricornis
Psilocera pulchricornis är en stekelart som först beskrevs av Girault 1915.  Psilocera pulchricornis ingår i släktet Psilocera och familjen puppglanssteklar. Inga underarter finns listade i Catalogue of Life.